# Farhad Zirak

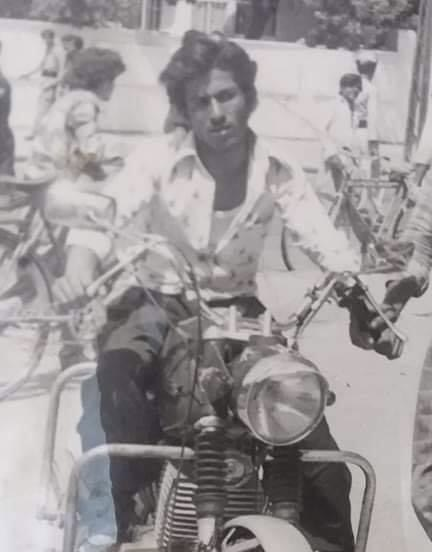
Farhad Zirak, år 1982.

Farhad Ali Taha (sorani: فەرھاد زیرەک), född 1961 i Erbil, Kurdistan, känd som Farhad Zirek, är en kurdisk sångare. Han är en av de mest framstående sångarna i Erbil.